# Fredrik Larsson (handbollsspelare)
Fredrik Claes "Bedda" Larsson, född 14 april 1984 i Stöpen, Skövde kommun, död 28 april 2020 i Lerum, var en svensk handbollsspelare (vänsternia/mittnia).

## Handbollskarriär
Fredrik Larsson började spela handboll i HK Country. Senare kom han till den större klubben IFK Skövde, där han debuterade 2002 i Elitserien. Med klubben vann han Challenge Cup 2004. Därefter spelade han för Ystads IF innan han flyttade till Hammarby IF inför säsongen 2005/2006. Med Hammarby vann han tre raka SM-guld, 2006, 2007 och 2008.
I början av 2008 undertecknade Larsson ett treårigt avtal med tyska storklubben THW Kiel, som skulle börja gälla från sommaren 2009 men det upplöstes i maj 2009. Istället flyttade han under sommaren 2009 till den spanska klubben BM Aragón i Liga Asobal.
Sommaren 2011 flyttade han åter hem till Sverige och IK Sävehof där han vann ytterligare ett SM-guld, 2012. Han togs ut i Elitseriens All-Star Team och gjorde flera stormatcher i Champions League, där IK Sävehof överraskande tog sig till åttondelsfinal. I december 2012 köptes han loss av tyska Bundesligaklubben VfL Gummersbach. Under sommaren 2014 flyttade han åter hem igen till Sverige, denna gång till svenska mästarna Alingsås HK.
Den 15 januari 2016 meddelade Larsson att han på grund av sina skadeproblem avslutade sin karriär när säsongen 2015/2016 var över.
Larsson deltog för Sveriges landslag vid EM 2010 i Österrike och i VM 2011 i Sverige.
Larsson omkom i en trafikolycka den 28 april 2020. Han blev påkörd av en lastbil under en cykeltur.

## Meriter
- Challenge Cup-mästare 2004 med IFK Skövde
- Fyra SM-guld: 2006, 2007 och 2008 (med Hammarby IF) samt 2012 (med IK Sävehof)